# A Wilhelm Scream
A Wilhelm Scream (аббревиатура AWS, так же известны по короткому именованию Wilhelm или Scream) — американская мелодик хардкор группа из Нью-Бедфорда. Ранее группа именовалась как Smackin' Isaiah, Koen, и Adam’s Crack. Причиной смены названия от Koen к Smackin' Isaiah и далее к A Wilhelm Scream было изменение состава и то, что они взрослели и развивались как группа.

## Состав группы
Участники:
- Нунo Перейра (Nuno Pereira) - вокал (с 1996)
- Тревор Райли (Trevor Reilly) - гитара, вокал (с 1996)
- Майк Сапайна (Mike Supina) - гитара (с 2008 г.)
- Брайан Джей Робинсон (Brian J. Robinson) - бас-гитара, бэк-вокал (с 2006)
- Николас Паскуале Анджелини (Nicholas Pasquale Angelini) - ударные (с 1997)

Бывшие участники:
- Мат Димило (Mat Demelo) - гитара, труба (1996-1998)
- Джон Карвальо (Mat Demelo) - гитара (1996-2001)
- Джонатан Тевес (Jonathan Teves) - бас-гитара, бэк-вокал (1996-2005)
- Кристофер Левескью (Christopher Levesque) - гитара (2001-2007)
- Кертисс Лопес (Curtiss Lopez) - бас-гитара, бэк-вокал (2005-2006)

Таймлайн:

## Дискография
- The Way To A Girl's Heart Is Through Her Boyfriend's Stomach (2000)
- Benefits Of Thinking Out Loud (2001)
- Mute Print (2004)
- Ruiner (2005)
- Career Suicide (2007)
- Partycrasher (2013)